# Kappel (Lolland)
 For alternative betydninger, se Kappel (flertydig). (Se også artikler, som begynder med Kappel)
Kappel er en landsby i Kappel Sogn, Lollands Sønder Herred, Maribo Amt; nu Lolland Kommune, en halv snes kilometer sydvest for Nakskov.

## Kapel og kirke
Byen har sit navn efter et katolsk kapel viet til Den Hellige Trefoldighed, en kilde med helbredende vand. Kapellet blev opført i 1464 og beordret nedbrudt i 1570, men det skete ikke. Nu Kappel Kirke, der har været sognekirke siden 1685.
Kappel Sogn blev udskilt fra Vestenskov Sogn i 1464.
I 1901 blev Langø udskilt fra Kappel sogn efter opførelsen af Langø kirke.

## Kappel Stubmølle
Møllen er en vindmølle fra ca. 1730, som malede mel indtil 1935. Den blev restaureret af Kappel Stubmøllelaug i 2003. Kappel Stubmølle er fredet.
Et par kilometer væk, ved Ålehoved, ligger Kappel Vindmøllepark med moderne vindmøller til el-produktion.

## Kappel Boldklub
Kappel Boldklub blev grundlagt i 1933. Den var kortvarigt lukket, inden den blev rekonstrueret i 2007 som Ny Kappel Boldklub '07, der også har gjort sig gældende inden for damefodbold, men klubben har det meste af sin historie været repræsenteret af et par herrehold i de lavere rækker, og der har også altid været ungdomshold i en del årgange samt i visse perioder et kvindehold. I 70´erne, 80´erne og 90´erne var den såkaldte Sportsuge i uge 28 et tilløbsstykke for hele Vestlolland. Der var ugen igennem fodboldkampe, hvor 3. halvleg også var vigtig, nemlig det efterfølgende samvær. Der var desuden et kæmpe bankospil om torsdagen, diskotek om fredagen og madposebal i det store telt om lørdagen samt gøgl på pladsen fra torsdag.

## Kappel Skole
Et tilbageblik får vi med Trap (ca. 1899): »Kappel med kirke, præstegård, skole, forsamlingslokale (opført 1887), mølle og statstelefonstation«.
Sogneskolen fik i midten af forrige århundrede en ny rødstensbygning, Kappel Skole, der imidlertid lukkede som folkeskole i 1988. Bygningerne blev herefter brugt som lejrskole, indtil de brændte ned kort før nytår i 2015. Den selvstændige Kappel sognekommune hørte senere under Rudbjerg Kommune, og billeder findes i Rudbjerg Lokalarkiv. Kappel Skole havde i sin sidste tid kun de yngste årgange, der derefter fortsatte på Vestenskov Skole (1855-2010) med nye bygninger fra 1963. Nu hører skoledistrikterne under Nakskov Kommune.

## Øvrig historie
Den nu nedlagte jernbanestrækning Nakskov-Rødby Jernbane (1926-1953) forløb over Kappel og Vestenskov. Nu er nærmeste jernbanestation i Nakskov.
Kappel Forsamlingshus ligger Vesternæsvej 10.